# Шарль III де Лален
Шарль III де Лален (фр. Charles III de Lalaing; ок. 1569 — 3 октября 1626, Аррас) —  6-й граф ван Хогстратен, военный и государственный деятель Испанских Нидерландов.

## Биография
Второй сын Антуана II де Лалена, графа ван Хогстратена, и Элеоноры де Монморанси.
До 1613 года титуловался бароном д'Ашикур, затем унаследовал от племянника Антуана III де Лалена графства Хогстратен, Реннебург и Хорн, баронии Лёз и Борселен, сеньории Вим, Форбю, Экерен, Брохт, Гортрессон, и прочие. По этому случаю молодые иезуиты поставили пятиактную пьесу, изображавшую доблести графов де Лален, его предков.
В 1590 году отправился вместе с Алессандро Пармским на помощь осажденному Парижу. В 1596 году воевал с турками в Венгрии и был опасно ранен под Эстергомом.
Вернувшись с Долгой войны служил в Нидерландах, снова доказав свою храбрость под водительством Франсиско де Мендосы, адмирала Арагона, при захвате острова Боммел, где опять был тяжело ранен в ляжку.
Ранения не помешали продолжить службу, и Шарль де Лален участвовал в осаде Остенде и отличился в битве при Ньивпорте.
В награду за службу эрцгерцог Альбрехт лично посвятил Лалена в рыцари и пожаловал ему военный орден Сантьяго, назначил своим палатным дворянином, губернатором, капитан-генералом и великим бальи города и замка Турне и области Ле-Турнези, капитаном ордонансовой роты из 30 тяжеловооруженных и шести конных стрелков. В 1624 году тремя разными патентами был назначен губернатором Арраса и Артуа, и членом военного совета.
В 1615 году продал баронию Борселен городу Гус.
В 1621 году пожалован королём Филиппом IV в рыцари ордена Золотого руна.
Умер 3 октября 1626 в Аррасе, и был погребен в фамильном склепе в Хогстратене.

## Семья
Жена (1607): Александрина де Лангле (ум. 1626), называемая де Ваврен, баронесса де Пек, дочь Жака де Лангле, барона ван Хейн и Пек, верховного бальи Фландрии и великого бальи Гента, советника и камергера эрцгерцога Альбрехта, и Жаклин де Рекур
Дети:
- Альбер-Франсуа де Лален (ок. 1610—1643), граф ван Хогстратен. Жена 1): графиня Мари-Клер де Байёль, дочь графа Максимильена де Байёля и Кристины де Лале; 2) (4.11.1637): Изабель-Мари-Мадлен де Линь д'Аренберг (1623—1678), дочь Альбера д'Аренберга, принца де Барбансона, и Марии де Барбансон
- Прокоп де Лален (ок. 1615—1698), граф де Реннебург. Жена (18.01.1641): Мария ван Ренессе-Варфузее, госпожа Гасбека, дочь графа Рене ван Варфузее и Альберты д'Эгмонт
- Жаклин де Лален (ум. 9.04.1672), придворная дама инфанты Изабеллы. Муж 1): граф Филипп ван Мидделбург (ум. 1629); 2) (2.01.1631): маркиз Жиль-Отон де Тразеньи (1598—1669)
- Маргарита де Лален. Канонисса в Монсе
- Анна-Изабелла де Лален. Канонисса в Монсе
- Леонора де Лален (ум. 1668). Монахиня в приории канонисс Берлемон в Брюсселе
- Филиппин-Клер де Лален (ум. 1691). Монахиня в приории канонисс Берлемон в Брюсселе
- Мария-Маргарита де Лален (ум. 1636). Канонисса, затем монахиня в приории канонисс Берлемон в Брюсселе